# Карликовые сулавесские белки
Карликовые сулавесские белки (лат. Prosciurillus) — род грызунов из подсемейства Callosciurinae семейства беличьих. Представители рода эндемичны для Сулавеси и меньших островов Индонезии. Изучены слабо.

## Классификация
База данных Американского общества маммологов (ASM Mammal Diversity Database) признаёт 7 видов карликовых сулавесских белок:
- Скрытная белка (Prosciurillus abstrusus)
- Prosciurillus alstoni
- Беловатая карликовая белка (Prosciurillus leucomus)
- Сулавесская карликовая белка (Prosciurillus murinus)
- Prosciurillus rosenbergii
- Prosciurillus topapuensis
- Карликовая белка Вебера (Prosciurillus weberi)